# Leadership in Energy and Environmental Design
La Leadership in Energy and Environmental Design (LEED) è il sistema statunitense di classificazione dell'efficienza energetica e dell'impronta ecologica degli edifici, sviluppato dallo U.S. Green Building Council (USGBC), fornisce un insieme di standard di misura per valutare le costruzioni ambientalmente sostenibili. Dalla sua prima elaborazione nel 1998, il LEED è cresciuto fino ad includere più di 7.000 progetti edilizi fra gli stati U.S.A. e altri 30 paesi che coprono 99 km² di aree in sviluppo. L'aspetto principale del LEED è che si tratta di un processo aperto e trasparente dove i criteri tecnici proposti dai comitati LEED vengono pubblicamente rivisti per l'approvazione da più di 10.000 organizzazioni che formano parte del USGBC.
I professionisti riconosciuti per la loro conoscenza del sistema di classificazione LEED possono fregiarsi del titolo "LEED Accredited Professional" con acronimo "LEED AP" dopo il loro nome, titolo che indica il superamento degli esami di abilitazione concessi dal "Green Building Certification Institute" (un'organizzazione autonoma che gestisce gli accrediti della USGBC).

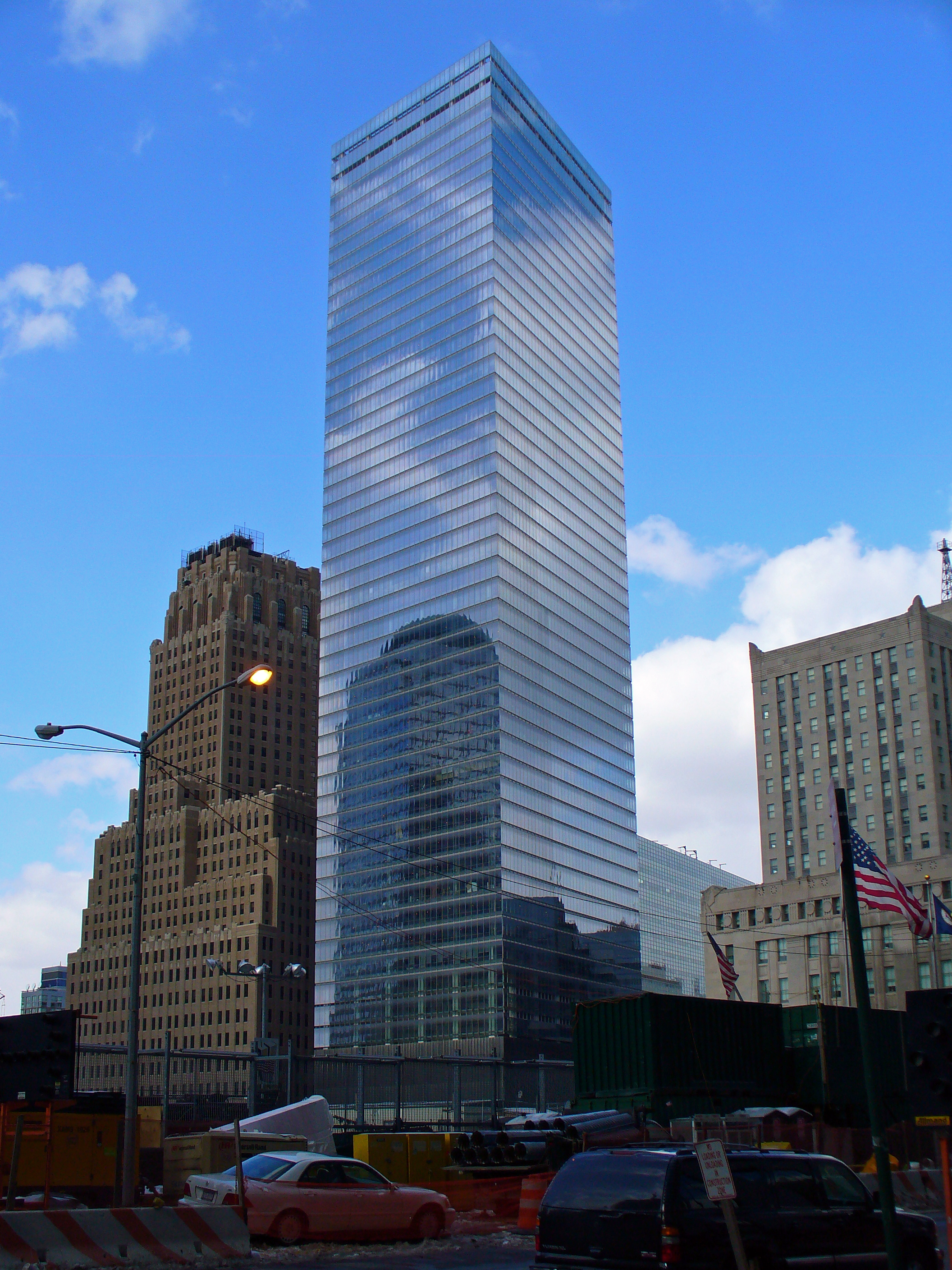
7 World Trade Center, considerato il primo grattacielo "verde" di New York per aver ottenuto dall'U.S. Green Building Council il massimo riconoscimento nel programma LEED.

## Storia
I criteri del LEED vengono sviluppati sin dal 1994, sotto l'egida del NRDC, il programma è guidato vicino dallo scienziato Robert K. Watson che, come fondatore e presidente del comitato di coordinamento di LEED fino al 2006, ha condotto un processo ad ampia base di consenso che mette assieme organizzazioni senza scopo di lucro, enti governativi, architetti, ingegneri, costruttori, fornitori di prodotti per l'edilizia e altri leader dell'industria. I primi membri del comitato dei LEED erano anche il cofondatore Mike Italiano (USGBC), gli architetti Bill Reed e Sandy Mendler, il costruttore Gerard Heiber e l'ingegnere Richard Bourne. Poiché l'interesse nei LEED cominciò a crescere, nel 1996, gli ingegneri Tom Paladino e Lynn Barker assunsero il controllo congiunto del comitato tecnico dei LEED.
Dal 1994 al 2006, il LEED crebbe da uno standard per le nuove costruzioni fino a diventare un sistema complessivo di sei standard correlati che coprono tutti gli aspetti del processo di sviluppo e costruzione. Il LEED è cresciuto da un comitato formato da soli sei volontari fino a diventare 20 comitati con circa 200 volontari che si servono di uno staff di 150 professionisti.

### Scopi dei criteri del LEED
I criteri del LEED sono stati creati per raggiungere i seguenti scopi:
- definire il concetto di "edificio verde" stabilendo uno standard comune di misura;
- promuovere pratiche integrate, di progettazione per l'intero edificio;
- dare un riconoscimento ai leader dell'industria della costruzione attenti al rispetto dell'ambiente;
- stimolare la competizione nello sviluppo di progetti, materiali e metodi costruttivi verdi;
- aumentare la consapevolezza dei benefici che porta la "costruzione verde";
- trasformare il mercato dell'edilizia.
- Orientato con occhio ai guadagni, per ottenere il maggiore profitto possibile pur mantenendo l'aspetto di progetto orientato all'ecologia globale;
- adempimento a tutti gli obblighi di legge dell'edilizia, mantenendo allo stesso tempo il maggiore profitto possibile.

### Aree di classificazione
I membri del "Green Building Council", che rappresentano ogni settore dell'industria della costruzione, hanno sviluppato e continuano a perfezionare i LEED. Il sistema di classificazione affronta sette aree maggiori:
- sostenibilità del sito;
- gestione efficiente delle acque;
- energia e atmosfera;
- materiali e risorse;
- qualità degli ambienti interni;
- innovazione nella progettazione;
- priorità regionali.

## Benefici e svantaggi
Gli edifici certificati dai LEED utilizzano risorse chiave più efficientemente rispetto a edifici convenzionali che sono semplicemente edificati in base ai regolamenti di edilizia civile. Hanno un ambiente di vita e di lavoro più sano, che contribuisce ad una maggiore produttività e all'incremento della salute e del comfort degli impiegati. Il dipartimento USGBC ha compilato una lunga lista di benefici derivanti dall'implementare una strategia LEED, con vantaggi che vanno dal miglioramento della qualità dell'aria e dell'acqua fino alla riduzione dei rifiuti solidi, beneficiando così sia i proprietari, che gli occupanti, e la società nel suo insieme.
Spesso quando si cerca di ottenere la certificazione LEED, si verifica un incremento nei costi iniziali del progetto e della costruzione, per diverse ragioni. Una ragione è che i principi della costruzione sostenibile possono non essere del tutto compresi dai professionisti della progettazione (architetti e ingegneri) che svolgono il progetto. Potrebbe essere richiesto tempo da spendere sulla ricerca. Alcuni tra i punti più fini della certificazione LEED (specialmente quelli che richiedono uno standard costruttivo superiore al normale) possono portare a incomprensioni da parte dei vari gruppi che progettano, quelli che costruiscono, e il cliente finale, portando spesso a ritardi. Inoltre può esserci una carenza di disponibilità delle componenti costruttive che sono richieste dagli standard LEED. Esistono dei costi burocratici per la richiesta della certificazione LEED, che si materializzano nella corrispondenza con la USGBC, la consulenza di progettisti esperti nel LEED, e il contratto di una Commissioning Authority (CxA) - che non sarebbero necessari a un normale progetto ecologico e ambientalmente responsabile che non richiedesse la certificazione LEED.
Comunque questi maggiori costi iniziali possono essere efficacemente mitigati dai risparmi che si ottengono nel tempo grazie a costi operativi, minori rispetto allo standard industriale, che sono tipici degli edifici con certificazione LEED. Ulteriori ritorni economici possono aversi per l'aumento di produttività degli impiegati che si trovano a lavorare in un ambiente più sano. Alcuni studi hanno suggerito che un investimento iniziale extra pari al 2% del totale permetterà risparmi superiori a dieci volte l'investimento iniziale, spalmati sul ciclo di vita produttiva dell'edificio (da 50 a 100 anni).
Anche se l'applicazione degli standard LEED ha aumentato la consapevolezza delle pratiche di "costruzione verde", il suo sistema di punteggi è pensato per edifici che si avvalgono di combustibili fossili. Più della metà dei punti disponibili nello standard vengono ottenuti in base all'utilizzo efficiente dei combustibili fossili, mentre soltanto pochi punti vengono concessi in base all'utilizzo di fonti energetiche sostenibili. Inoltre, l'agenzia USGBC ha dichiarato che avrebbe dato il suo sostegno al "2030 Challenge", uno sforzo che ha stabilito l'obbiettivo di non utilizzare fonti di energia che emettano gas serra per l'anno 2030.
In aggiunta alla messa a fuoco sull'uso efficiente dei combustibili fossili, il LEED si concentra sul prodotto finale. Ad esempio, dal momento che la pelle non emette VOCs (fenoli) è considerata salutare per gli ambienti, a prescindere dall'utilizzo nella concia di sostanze chimiche molto tossiche. Altri prodotti che invece utilizzano metodi di produzione sostenibile non ricevono punti addizionali per il minore impatto ambientale durante la loro fabbricazione.
Il LEED è uno strumento di misura e non di progettazione. Non viene adeguato al clima specifico del luogo, anche se la versione più nuova mira ad affrontare parzialmente questa lacuna. A causa di questo, dei progettisti possono impiegare materiali o progetti che permettono loro di conseguire i punti LEED, anche se questi progetti possono essere non proprio i più adeguati per il clima o per la località in esame.

## Programmi di incentivazione
Alcune aree hanno implementato o preso in considerazione la possibilità di incentivare la certificazione LEED per gli edifici. Ad esempio, nello stato del Nevada, i materiali da costruzione per un edificio con certificazione LEED sono esenti da tasse locali, assieme ai pezzi di costruzione considerati inseparabili come il calcestruzzo. Il Michigan ha considerato l'applicazione di solo una tassa base per gli edifici con certificazione LEED. Altri governi locali hanno adottato incentivi al programma LEED, come ad esempio un credito sulle tasse, oppure un loro abbassamento, la riduzione dei canoni, priorità o accelerazione dei permessi, assistenza tecnica a costo zero o ridotta, sovvenzioni e prestiti a basso interesse.

## Certificazione
Diverse versioni del LEED hanno un sistema di assegnazione del punteggio variabile che si basa su un insieme di "pre-requisiti" richiesti e su un certo numero di "crediti" nelle sei maggiori categorie elencate sopra. Nel LEED v3 del 2009 per le nuove costruzioni e i grossi lavori di rinnovamento per edifici commerciali vi sono 110 possibili punti e gli edifici possono essere classificati in quattro diversi livelli di qualificazione:
- Certificato - 40-49 punti
- Argento - 50-59 punti
- Oro - 60-79 punti
- Platino - 80-110 punti

Da aprile 2010 è stata lanciata anche la versione italiana per le nuove costruzioni e ristrutturazioni grazie a GBCItalia.

### Meccanismo di assegnazione dei punti
Sostenibilità del sito (26 punti)
- Prevenzione dell'inquinamento da attività di cantiere (obbligatorio - prerequisito)
- Selezione del sito
- Densità edilizia e vicinanza ai servizi
- Recupero e riqualificazione dei siti contaminati
- Trasporti alternativi: accesso ai trasporti pubblici
- Trasporti alternativi: porta-biciclette e spogliatoi
- Trasporti alternativi: veicoli a bassa emissione e a carburante alternativo
- Trasporti alternativi: capacità dell'area di parcheggio
- Sviluppo del sito: proteggere e ripristinare l'habitat
- Sviluppo del sito: massimizzazione degli spazi aperti
- Acque meteoriche: controllo della quantità
- Acque meteoriche: controllo della qualità
- Effetto isola di calore: superfici esterne
- Effetto isola di calore: coperture
- Riduzione dell'inquinamento luminoso

Gestione delle acque (10 punti)
- Riduzione dell'uso dell'acqua (obbligatorio - prerequisito)
- Gestione efficiente delle acque a scopo irriguo
- Tecnologie innovative per le acque reflue

Energia e atmosfera (35 punti)
- Commissioning di base dei sistemi energetici dell'edificio (obbligatorio - prerequisito)
- Prestazioni energetiche minime (obbligatorio - prerequisito)
- Gestione di base dei fluidi refrigeranti (obbligatorio - prerequisito)
- Ottimizzazione delle prestazioni energetiche
- Produzione in sito di energie rinnovabili
- Commissioning avanzato dei sistemi energetici
- Gestione avanzata dei fluidi refrigeranti
- Misure e collaudi
- Energia verde

Materiali e risorse (14 punti)
- Raccolta e stoccaggio dei materiali riciclabili (obbligatorio - prerequisito)
- Riutilizzo degli edifici: mantenimento delle murature, solai e coperture esistenti
- Riutilizzo degli edifici: mantenimento del 50% degli elementi non strutturali interni
- Gestione dei rifiuti da costruzione
- Riutilizzo dei materiali
- Contenuto di riciclato
- Materiali estratti, lavorati e prodotti a distanza limitata (materiali regionali)

Qualità ambientale interna (14 punti)
- Controllo ambientale del fumo di tabacco (obbligatorio - prerequisito)
- Monitoraggio della portata dell'aria di rinnovo
- Incremento della ventilazione
- Piano di gestione IAQ: fase costruttiva
- Piano di gestione IAQ: prima dell'occupazione
- Materiali basso emissivi: adesivi, primer, sigillanti, materiali cementizi e finiture per legno
- Materiali basso emissivi: pitture
- Materiali basso emissivi: pavimentazioni
- Materiali basso emissivi: prodotti in legno composto e fibre vegetali
- Controllo delle fonti chimiche ed inquinanti indoor
- Controllo e gestione degli impianti: illuminazione
- Controllo e gestione degli impianti: comfort termico
- Comfort termico: progettazione
- Comfort termico: verifica
- Luce naturale e visione: luce naturale per il 75% degli spazi
- Luce naturale e visione: visuale esterna per il 90% degli spazi

Innovazione nella progettazione (6 punti)
Priorità regionali (4 punti)
- Un punto per avere come partecipante un membro LEED AP come partecipante principale sul progetto.
- Punti addizionali per questa categoria vengono concessi sopra e al di là dei 64 punti "core", e vengono descritti come strategie di ricompensa che vanno al di là dei criteri per quei punti. Esempi citabili possono essere fino a quattro punti di disegno che usano la costruzione in acciaio includono strutture come il rivestimento, l'impianto idraulico, materiali leggeri, riciclabilità, e la facilità per lo smontaggio. (fino a 4 punti)

### Processo di certificazione
Il certificato LEED viene ottenuto dal costruttore dopo aver inviato una documentazione di rispetto delle normative richieste dai vari sistemi di valutazione, e dopo aver pagato anche le spese di revisione e certificazione. Il certificato viene concesso soltanto dal "Green Building Council" responsabile dell'elaborazione e istituzione del particolare sistema LEED usato nel progetto.
Recentemente il processo di applicazione per la certificazione delle nuove costruzioni è stato elettronicamente implementato, attraverso un insieme di documenti PDF attivi che automatizzano il processo di completamento della documentazione.

### Elenco on-line dei progetti certificati dal LEED
Il "Green Building Council" fornisce un elenco on-line dei progetti certificati dal LEED.

### Elenco on-line dei LEED AP professionisti accreditati dal GBCI
Il "Green Building Council" fornisce un elenco on-line dei professionisti accreditati dal GBCI.

## Versioni del LEED
Esistono diverse versioni del sistema di classifica disponibil per tipi specifici di progetto:
- LEED for New Construction: New construction and major renovations (the most commonly applied-for LEED certification)[12]
- LEED for Existing Buildings: Edifici esistenti che cercano il certificato LEED
- LEED for Commercial Interiors: Interni di edifici commerciali che vengono adeguati dagli affittuari
- LEED for Core and Shell: Progetti del core e del contenitore (totale delle migliorie al edificio meno gli adeguamenti fatti dagli affittuari)
- LEED for Homes: Case
- LEED for Neighborhood Development: Sviluppo di quartieri ecologici
- LEED for Schools: Riconosce la natura speciale della progettazione e della costruzione delle scuole K-12
- LEED for Retail: Consiste di due sistemi di valutazione. Uno basato sulle specifiche "New Construction and Major Renovations version 2.2"  L'altro si basa su "LEED for Commercial Interiors version 2.0".

Gli aspetti del LEED hanno avuto una specie di evoluzione dalla sua formulazione originale nel 1998 per descrivere accuratamente e incorporare le tecnologie di "costruzione verde" emergenti. LEED-NC 1.0 era la versione pilota. Questi progetti aiutano a informere la USGBC delle richieste per questo sistema di rating, e queste nozioni sono stati incorporate nel LEED-NC 2.0. La versione attuale del LEED per le nuove costruzioni è la LEED-NC v2.2. LEED è anche la base per altri sistemi di classificazione della sostenibilità come il Labs21 dell'Environmental Protection Agency.
La certificazione LEED è uno strumento di misura per gli edifici sostenibili nel USA e il suo sviluppo e continuità nello sviluppo nell'industria sostenibili, specialmente nelle 10 più grandi aeree metropolitane degli Stati Uniti; tuttavia, la certificazione LEED per gli edifici è stata lentamente accolta nel mercato medio grande. Molti critici suggeriscono che il sistema LEED non è sensibile allo sviluppo, specialmente non riguarda le locali condizioni di sviluppo. Per esempio, un edificio in Maine avrebbe ricevuto lo stesso credito, come un edificio in Arizona per la conservazione dell'acqua, anche se il principio è più importante in quest'ultimo caso. Un'altra lamentela è che i costi di certificazione richiedono soldi che potrebbero essere utilizzati per rendere l'edificio più sostenibile. Molti critici hanno notato che i costi di conformità e certificazione sono cresciuti più velocemente del personale di supporto dal USGBC.
Nel 2003, il Consiglio del Canada per le Energie verdi ricevettero il permesso di creare una loro versione del LEED basato sul LEED-NC 2.0, ora chiamato LEED Canada-NC v1.0.
La LEED per gli edifici esistenti ha sviluppato la LEED-EV. Recenti ricerche hanno dimostrato che l'adeguamento per gli edifici che devono raggiungere la LEED-EB il ritorno dell'investimento è lunghissimo. Un recente libro bianco dell'Accademia Leonardo ha confrontato degli edifici con certificazione LEED-EB contro dei dati del Report dello scambio BOMA del 2007, ha dimostrato che gli edifici con certificazione LEED-EB hanno raggiunto risparmi superiori del 63% , con consumi che vanno da 4,94 dollari a 15,59 dollari per piede quadrato, con una valutazione media di 6,68 dollari.
Si calcola che il costo complessivo dell'adeguamento complessivo e della certificazione LEED-EB vada da zero dollari a 6,46 $ per piede quadrato di superficie calpestabile, con una media di 2,43 $ per piede quadrato, dimostrando che l'implementazione di queste misure ecologiche non è costosa, specialmente se la confrontiamo con i benefici dovuti ai risparmi dei costi di riscaldamento e illuminazione. Si prevede una significativa riduzione dei costi se si integrano sistemi robotici e altre tecnologie integrate nell'adeguamento alle norme LEED.

## LEED e commercio dei certificati verdi sul risparmio di emissioni di carbonio
Si prevede che la procedura LEED-NC 3.0 includerà la richiesta di misure che portino a ridurre l'impronta del carbonio (carbon building print) e ad una significativa riduzione dei gas serra sotto un livello di base. La riduzione nelle emissioni di anidride carbonica deve essere misurata basandosi sulle misure dirette ed indirette della produzione di diossido di carbonio ed altri equivalenti. Questi includono emissioni relative al consumo elettrico immesso in griglia (che può provenire da impianti a combustibili fossili oppure no), la combustione in loco di combustibili fossili, e le possibili emissioni di gas dagli impianti di refrigerazione come condizionatori d'aria.
Gli sforzi per quantificare le emissioni e le riduzioni nelle emissioni, registrati nei certificati verdi, grazie ad accordi internazionali nel quadro del Protocollo di Kyoto, possono essere monetizzati come esternalità del cambio climatico allo stesso modo di un qualsiasi progetto carbonio approvato dal Kyoto Clean Development Project. L'albergo ITC Hotel Sonar Bangla Sheraton & Towers di Kolkata, India è attualmente l'unico edificio "verde" a ricevere contributi internazionali nell'ambito di questo protocollo, ed è il principale precedente per questo tipo di progetti.

## Formazione e certificazione professionale
La formazione di professionisti abilitati per la costruzione di edifici "verdi" accreditati come LEED viene certificata negli USA con il LEED Accredited Professional Exam. Questa certificazione permette allo specialista di fornire il "rating" di edifici, servendosi dei vari sistemi di valutazione del LEED. Dal gennaio 2008, l'accredito professionale viene concesso dal Green Building Certification Institute. L'istituto GBCI ha elaborato un programma di formazione che fornisce seminari e lezioni per preparare ai candidati per superare l'esame "LEED AP Exam". Cominciando nel 2009, il processo "LEED AP Exam" verrà cambiato significativamente per rispecchiare i vari sistemi di rating "LEED Building Certification Rating Systems".

## Iniziative internazionali
Con molti paesi sanno di avere, o essere in procinto di sviluppare metodi di valutazione interna, gli scambi internazionali ed un incremento si stanno evidentemente sviluppando. Per esempio nel 1997 la commissione tecnica 59 (ISO TC59) dell'Organizzazione internazionale per la normazione, una commissione formata ad hoc per investigare per la necessità di standardizzare gli strumenti di edilizia sostenibile. Questa si evolse e venne formalizzato in una sub-commissione ISO T59/SC17, la sostenibilità nella costruzione degli edifici, con lo scopo di considerare anche la sostenibilità delle tecniche costruttive di un edificio.
In Europa, sotto la normativa CEN-TC350 emanata dal Comitato Europeo di Normazione (regola la sostenibilità dei processi costruttivi), venne proposto un processo di costruzione in base al consenso che si collega ad altri standard (ISO) ed armonizza gli approcci esistenti. Questi standard devono rendere possibile lo scambio di informazioni sulla sostenibilità, correlati a prodotti e servizi commercializzati internazionalmente.
L'associazione senza scopi di lucro SB Alliance, che costituisce una rete internazionale di università, centri di ricerca e organizzazioni tecnologiche per l'adeguamento è stata costituita per accelerare la diffusione a livello internazionale delle procedure note in inglese come "Sustainable Building" (SB) attraverso la promozione di metodi condivisi mondialmente per la valutazione delle caratteristiche degli edifici e la loro classificazione energetica. L'iniziativa SB Alliance è sostenuta dal patronato dell'UNESCO per la costruzione sostenibile e dall'UNEP, ente delle Nazioni Unite che si occupa di pratiche sostenibili di costruzione e che incentiva la costruzione di questo tipo di edifici.